# NGC 2695
NGC 2695 est une galaxie lenticulaire située dans la constellation de l'Hydre. NGC 2695 a été découverte par l'astronome germano-britannique William Herschel en 1785.

## Caractéristiques
Sa vitesse par rapport au fond diffus cosmologique est de 2 139 ± 22 km/s, ce qui correspond à une distance de Hubble de 31,6 ± 2,2 Mpc (∼103 millions d'al).
À ce jour, une douzaine de mesures non basées sur le décalage vers le rouge (redshift) donnent une distance de 38,725 ± 8,681 Mpc (∼126 millions d'al), ce qui est à l'intérieur des valeurs de la distance de Hubble. Notons cependant que c'est avec la valeur moyenne des mesures indépendantes, lorsqu'elles existent, que la base de données NASA/IPAC calcule le diamètre d'une galaxie et qu'en conséquence le diamètre de NGC 2695 pourrait être d'environ 15,6 kpc (∼50 900 al) si on utilisait la distance de Hubble pour le calculer.

## Groupe de NGC 2708
NGC 2695 fait partie du groupe de NGC 2708. Les deux autres galaxies de ce groupe sont NGC 2699 et NGC 2706.